# Sud Aviation Caravelle

Sud Aviation SE-210 Caravelle.

Sud Aviation Caravelle är ett jetflygplan tillverkat i Frankrike som var banbrytande då det var det första jetdrivna flygplan med motorerna placerade i akterpartiet och inte i vingarna. Nikita Chrusjtjov blev så imponerad av Caravellen under en provtur i Frankrike att han beordrade en sovjetisk variant, det blev Tupolev Tu-134. Tillverkningen av Caravelle upphörde 1972 efter 282 tillverkade flygplan inklusive prototyperna. Idag finns det inget flygande exemplar kvar.

## Historik
Den 12 oktober 1951 utlovade franska Comité du Matériel Civil statliga bidrag till konstruktionen av ett inhemskt, jetdrivet passagerarplan. Flygplanet skulle ha följande specifikationer:
- Räckvidd 1 600 till 2 000 kilometer
- Hastighet över 600 km/h
- 55–65 passagerare
- Max last 6–7 ton

Antal och typ av motorer specificerades inte. 
Kommittén hade flera konstruktioner att välja mellan och 28 mars 1952 reducerades antalet aktuella projekt till tre: S.O. 60, Hurel-Dubois och Sud-Est X-210. I september 1952 hade kommittén beslutat sig för X-210. Projektnamnet ändrades till SE-210 Caravelle.

### Utprovning
Den första prototypen (c/n 01) var klar 21 april 1955. Planet  användes först för prov på marken och flög för första gången 27 maj samma år. Efter 411 flygtimmar överfördes det till Air France för utvärdering. Testerna bestod främst i fraktflygningar mellan Frankrike och Nordafrika. Bland annat gjordes tre flygningar mellan Alger och Paris med endast en motor i drift. Sista flygningen med prototypen genomfördes 16 april 1966.
Den andra prototypen (c/n 02) gjorde sin första flygning 6 maj 1956. Planet hade modifierats med hjälp av erfarenheterna från flygningarna med c/n 01 och utvärderades under cirka 100 flygtimmar. Därefter inreddes det  som passagerarflyg för att användas i trafik av bland andra SAS.
Den tredje prototypen (c/n 03) användes för utmattningsprov. De utfördes på den statliga provningsanstalten i Toulouse med början i juni 1958. Flygplanskroppen sänktes ner i en vattenfylld bassäng och fylldes med vatten under olika tryck för att simulera olika flyghöjder. Proven, som motsvarade 30 000 flygtimmar, gjordes för att säkerställa flygplanets hållfasthet och att det inte led av samma problem som de Havilland Comet. 
Den fjärde prototypen (c/n 04) användes endast till statisk utprovning. Det innebar att man belastade flygplanet på olika sätt med vikter eller domkrafter för att bestämma hur stor kraft det klarade innan kollaps. Prov utfördes även på landningsställ, roder, klaffar med mera.
När alla tester var genomförda med godkänt resultat certifierades Caravelle 2 april 1959.

## Tjänstgöring
Den första serietillverkade Caravellen (c/n 1) levererades till Air France och flög sin första reguljära flygning från Paris till Istanbul via Rom 12 maj 1959.  SAS behövde ett  flygplan till kort- och medeldistanserna och beställde  sex flygplan 28 juni 1957 med option på ytterligare 19. De fick bra rabatt eftersom ordern var viktig för Sud Aviation. En stor utländsk kund var en bra referens vid  försäljningen till andra bolag. 
SAS fick sin första Caravelle (c/n 3) 13 april 1959 och tog, som första bolag, planet i trafik 26 april 1959. SAS ägde totalt 21 plan tills caravelleflottan avvecklades under 1974. Den sista officiella flygningen genomfördes 25 september varefter planet flögs till Arlanda flygplats för att bli övningsobjekt för räddningstjänsten. SAS var den näst största operatören av Caravelle efter Air France.

### Operatörer
Caravelle har flugits av bland andra (antal flygplan anges för de 8 största ägarna):
- Alitalia (21)
- Air Algerie
- Air Afrique
- Air Centrafrique
- Air France (46)
- Air Inter (14)
- Austrian Airlines
- Finnair (12)
- Gabon Express
- Iberia (19)
- Indian Airlines
- JAT
- LTU International
- MEA
- Royal Air Maroc
- Sabena
- Scandinavian Airlines (21)
- Sterling Airways (20)
- Swissair
- TAP Air Portugal
- Thai Airways
- Transwede
- United Airlines (20)

Dessutom har planet använts för VIP-transport för Rwandas regering.

## Militär användning i Sverige

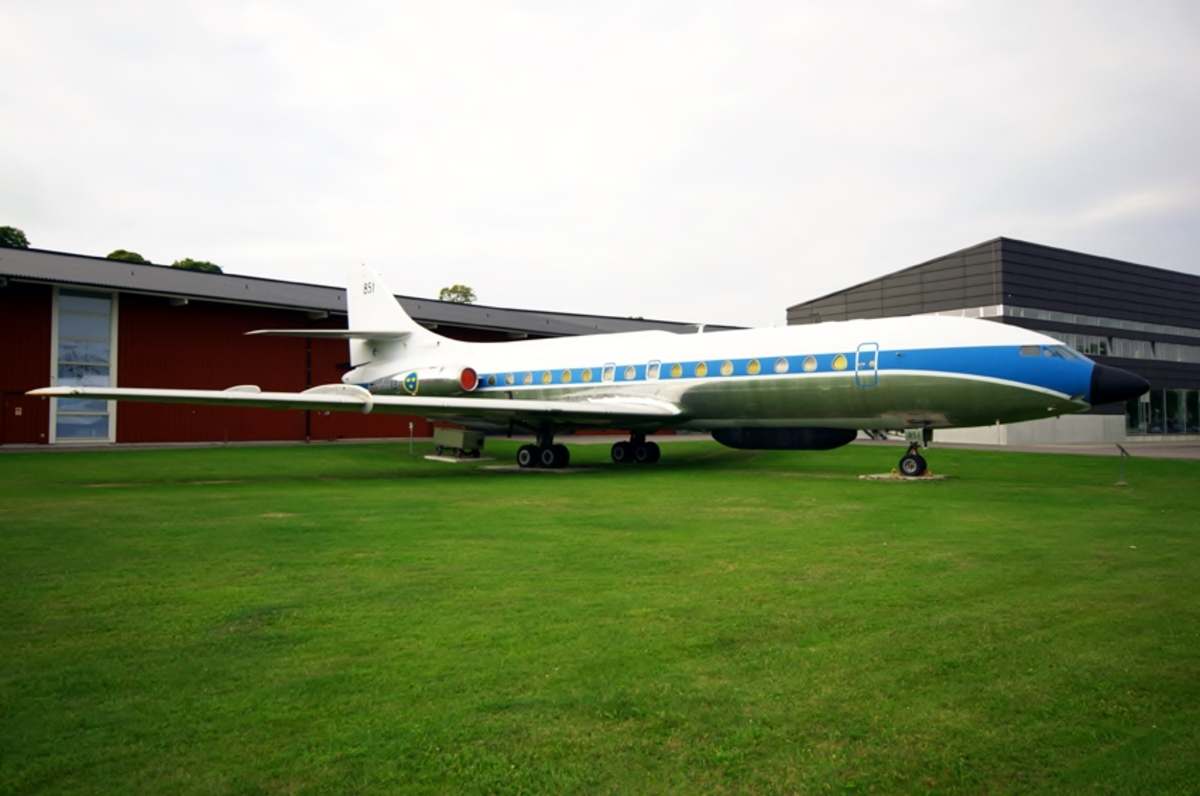
F.d. 85172 i pension vid Flygvapenmuseum, augusti 2013
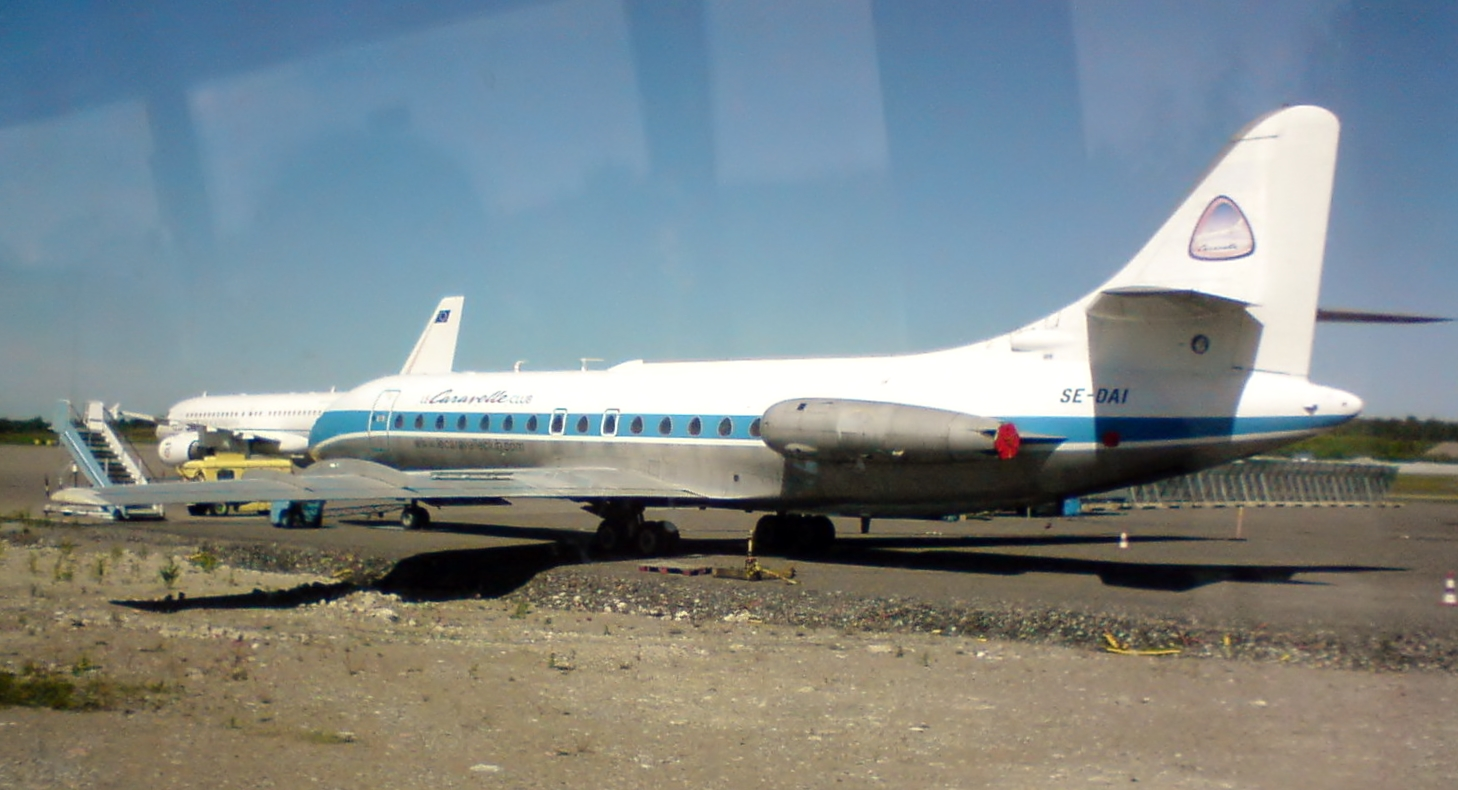
F.d. 85210 i pension på Arlanda, september 2008

Mellan åren 1972 och 1998 ingick Sud Aviation Caravelle i Svenska flygvapnet med den svenska militära beteckningen TP 85.
TP 85 togs i tjänst för att främst ersätta Tp 52 Canberra som Försvarets radioanstalts signalspaningsflygplan. Två flygplan inköptes från SAS för sammanlagt 8,8 miljoner kronor, inklusive reservdelar. Det ena var före detta SE-DAG "Dag Viking" (c/n 172) som fick flygvapennummer 85172. Den andra var före detta SE-DAI "Alrik Viking" (c/n 210) som fick flygvapennummer 85210. Efter omfattande modifieringsarbeten baserades båda flygplanen inledningsvis på Flygtransportdivisionen  vid Svea flygkår (F 8), men blev sedermera ombaserade till Malmslätt 1973. 
Sista flygningen med 85172 skedde i september 1998. Det flygplanet är numera bevarat hos Flygvapenmuseum. Sista militära flygning med 85210 gick till Arlanda i januari året därpå, där det överlämnades till det nystartade Le Caravelle Club som ämnar försöka flyga det ideellt som ett historiskt flygplan i framtiden. Planet är för närvarande (2020) under renovering.
TP 85 ersattes i rollen som signalspaningsflygplan av S 102B Gulfstream IV.

## Teknisk beskrivning
När Caravelle kom ansågs dess teknik och designlösningar vara långt före sin tid. Det viktigaste var placeringen av motorerna på bakkroppen och det helt hydrauliska styrsystemet. Motorernas placering på bakkroppen gav en renare vinge och tystare kabin och flygplanets längdstabilitet påverkades mycket lite vid gaspådrag.
Caravelles nosparti var identiskt med det som satt på de Havilland Comet och cockpiten var snarlik. Fönstrens utformning byggde också på erfarenheterna från Comet.
Vingarna försågs med luftbromsar som möjliggjorde en sjunkhastighet på 6000 fot per minut. Landstället uppdelades i ett huvudställ och ett nosställ. Kabinen i SAS flygplan kunde ta mellan 74 och 94 passagerare (beroende på version) i rader om 3+2 stolar. Längst bak i kabinen fanns en utfällbar trappa.

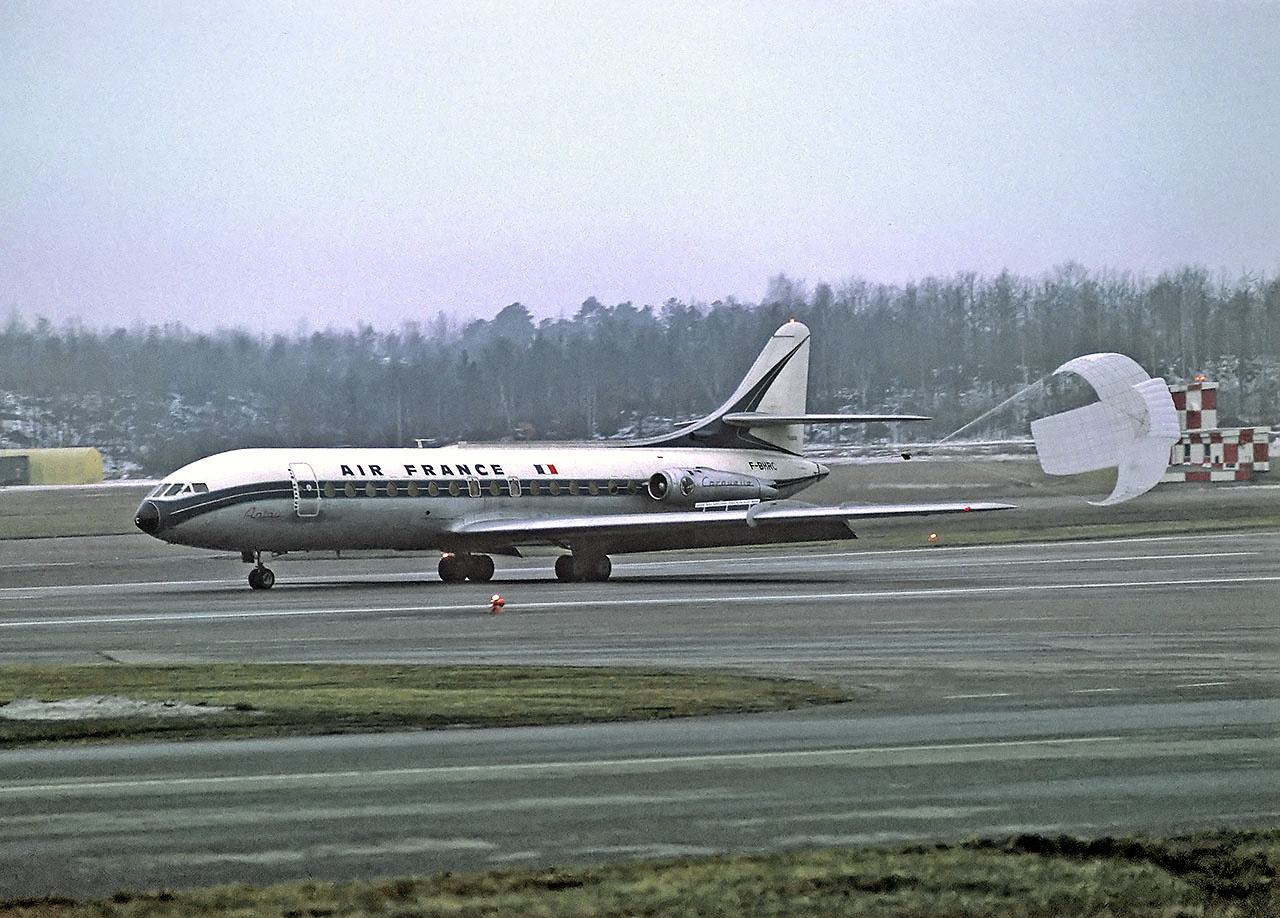
En Caravelle från Air France med bromsskärm.

De första versionerna av  Caravelle var försedda med en  bromsskärm för att förkorta bromssträckan vid dåligt väder.
Från projektets början hade man tänkt använda inhemska motorer men  de uppfyllde inte specifikationerna. De första flygplanen fick olika versioner av Rolls Royce Avon RA.29-motorer och senare modeller utrustades med Pratt & Whitney-motorer.

## Versioner

### Caravelle I
Caravelle I flög för första gången 18 maj 1958. Planet hade förlängts 1,5 meter jämfört med prototypen för att rymma en väderradar och försetts med ett långt stjärtsidplan. Motorerna var Rolls-Royce Avon (RR Avon) typ RA.29 MK522. Tjugo plan av denna typ tillverkades.

### Caravelle IA
Caravelle IA flög för första gången 11 februari 1960. Planet var identiskt med typ I bortsett från motorerna som var av typ RR Avon RA.29 MK526. Tretton plan av typ IA tillverkades.

### Caravelle III
Caravelle III flög för första gången 30 december 1959. Serien omfattade 78 flygplan med motorer av typ RR Avon RA.29 MK527.

### Caravelle VI-N och VI-R (Reverse )
Caravelle VI flög för första gången 10 september 1960 och  United Airlines beställde 20 flygplan efter modifieringar med bland annat spoilers, bättre bromsar och motorer med reversering. Flygplansmotorerna var av typ RR Avon RA.29 MK531 och planen med reverserande motorer fick suffixet R och de övriga N. VI-R tillverkades i 56 exemplar och VI-N i 53 exemplar. 
Flygplanet hade stora problem att bli certifierat i USA då hydrauliska styrsystem inte var godkända. Innan planet kunde sättas i produktion krävdes omfattande arbeten och många möten med luftfartsmyndigheterna i USA för att visa att systemet fungerade väl och hade sina fördelar.

### Caravelle VII
Caravelle VII var ett plan av typen III som såldes till General Electric och försågs  med motorer av typen CJ805-23C som bolaget utvecklade för kommande Caravelle 10 och 10A. Produktionen lades dock ner eftersom motorn var oekonomisk.

### Caravelle 10B ”Super Caravelle”
Supercaravellen flög för första gången 3 mars 1964 och tillverkades i 22 exemplar. Den var utrustad med Pratt & Whitneymotorer (P&W) av typen JT8D-1 med reversering och APU.

### Caravelle 10R
Caravelle 10R var modifierade Caravelle VI-R med P&W JT8D-7 motorer med dragkraftsreversering. Flygplanet flög för första gången 18 januari 1965 och tillverkades i 20 exemplar. 

### Caravelle 11R
Caravelle 11R var en förlängd 10R som var ett kombinerat  passagerar- och fraktplan.  Det flög för första gången 29 oktober 1970 och 6 flygplan tillverkades.

### Caravelle 12
Caravelle 12 var en förlängd  version med starkare motorer och plats för upp till 140 passagerare. Planet hade förlängts med 2 meter framför vingen och 1.2 meter bakom vingen. Det hade också försetts med ny luftkonditionering, nya däck och förstärkta vingar. Elaka tungor sa att "this new model just simply exchange fuel for passengers". Räckvidden fick således sänkas på grund av högre startvikt.
Air Inter och Sterling som köpt dessa flygplan fick tyvärr parkera flygplanen långa perioder på grund av sprickor i vingbalkarna. Dessa visade sig dock senare ej att vara så pass allvarliga som man först trodde. Men en modifiering på planen krävdes dock och denna tog cirka 6 månader per flygplan att utföra, vilket gjorde att modellen förlorade köpare. Caravelle 12 var den sista modellen av planet och konkurrenterna DC9 och B727 med flera tog över marknaden.
Caravelle var ett omtyckt flygplan både bland piloter och passagerare.